# The Poker Player’s Championship
Die Poker Player’s Championship (bis 2009: H.O.R.S.E. Championship) ist ein Pokerturnier, das einmal jährlich bei der World Series of Poker in Paradise gespielt wird. Es gehört neben dem Main Event zu den prestigeträchtigsten Events auf dem Turnierplan.

## Geschichte
Von 2006 bis 2009 wurde die Variante H.O.R.S.E. gespielt. 2010 bis 2014 wurde das Event als 8-Game-Mix veranstaltet und wies aufgrund der dafür nötigen all-around Pokerfähigkeiten und der Höhe des Buy-ins von 50.000 US-Dollar eher kleinere Teilnehmerfelder auf, die dafür hauptsächlich aus der Weltspitze des Pokersports gebildet wurden. 2015 wurde das Turnier als 10-Game-Mix ausgetragen, was zur bis dahin geringsten Spielerbeteiligung von nur 84 Teilnehmern führte. Von 2016 bis 2019 wurde wieder 8-Game gespielt. 2020 wurde das Turnier aufgrund der COVID-19-Pandemie nicht ausgespielt. 2021 wurde das Event erstmals als 9-Game gespielt.

## Bisherige Austragungen
| Jahr | Variante   | Teilnehmer | Sieger           | Herkunft               | Preisgeld (in $) |
| ---- | ---------- | ---------- | ---------------- | ---------------------- | ---------------- |
| 2006 | H.O.R.S.E. | 143        | David Reese      | Vereinigte Staaten     | 1.784.640        |
| 2007 | H.O.R.S.E. | 148        | Freddy Deeb      | Vereinigte Staaten     | 2.276.832        |
| 2008 | H.O.R.S.E. | 148        | Scotty Nguyen    | Vereinigte Staaten     | 1.989.120        |
| 2009 | H.O.R.S.E. | 095        | David Bach       | Vereinigte Staaten     | 1.276.802        |
| 2010 | 8-Game     | 116        | Michael Mizrachi | Vereinigte Staaten     | 1.559.046        |
| 2011 | 8-Game     | 128        | Brian Rast       | Vereinigte Staaten     | 1.720.328        |
| 2012 | 8-Game     | 108        | Michael Mizrachi | Vereinigte Staaten     | 1.451.527        |
| 2013 | 8-Game     | 132        | Matthew Ashton   | Vereinigtes Konigreich | 1.774.089        |
| 2014 | 8-Game     | 102        | John Hennigan    | Vereinigte Staaten     | 1.517.767        |
| 2015 | 10-Game    | 084        | Mike Gorodinsky  | Vereinigte Staaten     | 1.270.086        |
| 2016 | 8-Game     | 091        | Brian Rast       | Vereinigte Staaten     | 1.296.097        |
| 2017 | 8-Game     | 100        | Elior Sion       | Vereinigtes Konigreich | 1.395.767        |
| 2018 | 8-Game     | 087        | Michael Mizrachi | Vereinigte Staaten     | 1.239.126        |
| 2019 | 8-Game     | 074        | Phillip Hui      | Vereinigte Staaten     | 1.099.311        |
| 2021 | 9-Game     | 063        | Daniel Cates     | Vereinigte Staaten     | 0.954.020        |
| 2022 | 9-Game     | 112        | Daniel Cates     | Vereinigte Staaten     | 1.449.103        |
| 2023 | 9-Game     | 099        | Brian Rast       | Vereinigte Staaten     | 1.324.747        |